# Pasión de Amor
Pasión de Amor é uma telenovela filipina produzida e exibida pela ABS-CBN entre 1 de junho de 2015 e 26 de fevereiro de 2016, estrelada por Jake Cuenca, Arci Munoz, Ejay Falcon, Ellen Adarna, Joseph Marco e Coleen Garcia. É uma adaptação filipina da telenovela colombiana Pasión de gavilanes, produzida em 2003.

## Enredo
Siga a história da família Samonte: Juan, Oscar, Franco, e Olivia. Juan, sendo o mais velho, queria era proporcionar uma vida melhor para sua família depois que seus pais morreram. Mal sabia Juan e seus irmãos sabem que Olivia estava vendo um homem muito mais velho e rico, Bernardo Elizondo. Quando a esposa de Bernardo, Gabriela descobre sobre seu caso, ela contrata homens para matar Olivia. Quando Olivia, brutalmente estuprada e assassinada, Juan e seus irmãos vão parar em nada para trazer justiça para a morte.
Os irmãos Samonte vai se infiltrar na casa do Elizondo de, a família Juan suspeita é responsável pelo que aconteceu com Lívia. Lá, Juan se reunirá Gabriela, a poderosa matriarca; e Norma, a filha mais velha misteriosa que tem involuntariamente capturado seu interesse.
Quanto mais ele passa o tempo com a família, mais ele tem certeza da culpa de Gabriela. Mas suas filhas, Norma, em particular, irá proteger sua família e sua mãe não importa o que. Juan deve pensar em uma maneira de chegar mais perto da verdade ele é tão desesperadamente procurando, ea única maneira que ele encontra é fazer com que Norma cair no tempo love.As passa eles têm que lutar por seu amor sob os perigos causados por Gabriel Salcedo, de Gabriela filho bastardo, e tenta ter sucesso, mas como eles se casaram, juntamente com Oscar e Sari e Franco e Jamie eles sofreram nas mãos de Gabriel durante a sua lua de mel e consegue matar Jamie. Gabriel sequestra Oscar e Sari eo resto incluindo JD e planta uma bomba na caverna no início eles ter sucesso, mas foram pegos fazendo com que Norma ter um acidente para que o seu filho para escapar mas como para Gabriela Ela junta-se com eles para destruí-la filho para parar este plano e mata tanto Gabriel e seu pai, Lazaro, a fim de ser seguro. A partir dessa Norma é enviado para o hospital para se recuperar, mas como os médicos afirmaram que Norma vai morrer causando Gabriela redimir sua alma e lamentando seus pecados. No átrio do Elizondos e Samontes são visitados por um jovem imagem do Elizondos pai Bernardo e dá sua filha sua vida de volta. Dois anos depois, eles finalmente viveu uma vida de paz depois de todas as lutas e dificuldades nos últimos anos, e Juan se lembra de sua promessa de seu pai por ser o mais velho, ele deve estar pronto para proteger seus entes queridos.

## Elenco

### Elenco principal
- Jake Cuenca como Juan Samonte
- Arci Muñoz como Norma Elizondo-Samonte
- Ejay Falcon como Oscar Samonte
- Ellen Adarna como Sarita "Sari" Elizondo-Samonte
- Joseph Marco como Franco Samonte
- Coleen Garcia como Jimena "Jamie" Elizondo-Samonte

### Elenco de apoio
- Wendell Ramos como Gabriel Salcedo-Madrigal
- Teresa Loyzaga como Gabriela Salcedo-Elizondo
- Ahron Villena como Fernando Madrigal
- Michelle Madrigal como Lucia "Cia" Espejo
- Dante Ponce como Lazaro Madrigal
- Daria Ramirez como Eva Rodriguez
- Pen Medina como Maryo "Mayor" Adriano
- Ron Morales como Henry
- Pilar Pilapil como Maria Eduvina Suarez
- Kazel Kinouchi como Eliza "Elle" Adriano
- Carlos Morales como Mattheus
- Aubrey Miles como Rosario "DJ Rio" Montes-Burgos
- Enzo Andrei de Castro como Juan David "JD" Elizondo-Samonte
- Nathaniel Britt como Kiko Rodriguez
- Benj Bolivar como Miggy
- Zeppi Borromeo como Juan "Dos" Roque
- Jojo Riguerra como Ping
- June Macasaet como Mike
- Mauro Lumba como Jed / Rafael
- Ashley Rivera como Dindy Burgos
- Denisse Aguilar como Paula
- Cara Eriguel como detetive Anna

### Participações especiais
- Ingrid dela Paz como Olivia "Livia" Samonte
- Ronaldo Valdez como Don Bernardo Elizondo
- Yayo Aguila como Leonora Alvarez-Samonte
- Lorenzo Mara como Orlando Samonte
- Louise Abuel / Carlo Lacana como Juan Samonte (jovem)
- Raikko Mateo / Isaac Tangonan como Oscar Samonte (jovem)
- Nhikzy Calma / Ezequiel Martinez como Franco Samonte (jovem)
- Belle Mariano como Norma Elizondo (jovem)
- Francine Diaz como Sarita "Sari" Elizondo (jovem)
- Zara Julianna Richards como young Jimena "Jamie" Elizondo (jovem)
- Veyda Inoval / Shy Carlos como Gabriela Salcedo (jovem)
- Brace Arquiza como Gabriel Salcedo (jovem)
- Jose Sarasola como Bernardo Elizondo (jovem)
- Johan Santos como Lazaro Madrigal (jovem)
- Dimples Romana como Maria Eduvina Suarez (jovem)
- Dominic Ochoa como Carlos Suarez
- Akiko Solon como Lucy
- Josh Ivan Morales como violador de Norma (flashbacks)
- Dionne Monsanto como KC
- Claudine San Antonio como Jessa "Fake Livia"
- Alex Castro como arquiteto Gelo Corpuz
- AJ Dee como Daniel Burgos
- Paolo Rivero como Foreman
- Aiko Climaco como Marga
- Menggie Cobarrubias como doutor de Eduvina
- Judy Saril como Barbie
- Hazel Faith dela Cruz como Agnes
- Jocelyn Medina como Senhora Chavez
- Victor Silayan como Leo
- Hannah Ledesma como Claire
- Micah Muñoz como Jomar
- Alex Gonzaga como Jenny
- Jonic Magno como procurador Lopez

## Exibição
| País/Região    | Emissora | Data de estréia    | Data de final           | Título         |
| -------------- | -------- | ------------------ | ----------------------- | -------------- |
| Filipinas      | ABS-CBN  | 1 de junho de 2015 | 26 de fevereiro de 2016 | Pasión de Amor |
| Estados Unidos | TFC      | junho de 2015      | fevereiro de 2016       | Pasión de Amor |
| Canadá         | TFC      | junho de 2015      | fevereiro de 2016       | Pasión de Amor |
| Japão          | TFC      | junho de 2015      | fevereiro de 2016       | Pasión de Amor |
| Taiwan         | TFC      | junho de 2015      | fevereiro de 2016       | Pasión de Amor |
| Hong Kong      | TFC      | junho de 2015      | fevereiro de 2016       | Pasión de Amor |
| Indonésia      | TFC      | junho de 2015      | fevereiro de 2016       | Pasión de Amor |
| Singapura      | TFC      | junho de 2015      | fevereiro de 2016       | Pasión de Amor |
| Austrália      | TFC      | junho de 2015      | fevereiro de 2016       | Pasión de Amor |
| Europa         | TFC      | junho de 2015      | fevereiro de 2016       | Pasión de Amor |
| Médio Oriente  | TFC      | junho de 2015      | fevereiro de 2016       | Pasión de Amor |